# Huysmanhoeve

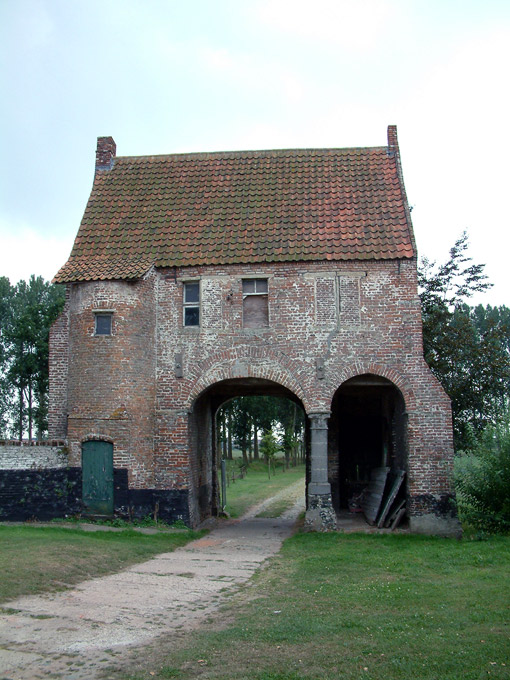
Het poortgebouw van de Huysmanhoeve.

De Huysmanhoeve of Het Groot Goed is heden het toeristisch bezoekerscentrum van het Meetjesland. de hoeve is eigendom van de Belgische provincie Oost-Vlaanderen. De hoeve met haar poortgebouw zijn beschermde monumenten; het erf met de dreef, omwalling, dienstgebouwen en boomgaard zijn beschermd als dorpsgezicht. Het geheel is gelegen in Bus, een zijstraat van de Peperstraat in de stad Eeklo, de centrumstad van het Meetjesland.

## Geschiedenis
De geschiedenis van deze uitbating gaat terug tot de 13e eeuw, toen het oorspronkelijke poortgebouw gebouwd werd. Het huidige poortgebouw is voornamelijk in de vroege 17e eeuw gebouwd. Het oudst geschreven document over de Huysmanhoeve dateert van 1411. In 1547 kreeg Het Groot Goed een nieuwe woning, schuur en wagenhuis alsook het al bestaande poortgebouw werd gerestaureerd. Er kwamen een nieuwe gebouwen in 1612 na de onlusten en een brand op het eind van de 16e eeuw. In 1626 werd het toegewezen aan het Godshuis der Arme Scholen, die het vanaf 1736 in pacht gaven aan de familie Huysman. De familie bleef er wonen tot in de 20e eeuw, zodoende kwam de aanduiding Huysmanhoeve in gebruik. Als gevolg van de Franse bezetting - eind 18e eeuw - kwam het eerst in bezit van de Burgerlijke Godshuizen van Gent en zijn opvolgers: de Commissie van Openbare Onderstand (vanaf 1925) en OCMW (vanaf 1977). In 1991 werd de provincie Oost-Vlaanderen de nieuwe eigenaar.
Eenmaal dreigde de hele hoeve afgebroken te worden. In het begin van de 20e eeuw was de Gentse Commissie van Openbare Onderstand van plan alles af te breken. De pachter, Bernard III Huysman wilde echter van geen afbraak weten: de zolder van het poortgebouw was een uitstekende graandroogzolder.

## Bezoekerscentrum
De Huysmanhoeve is nu herbestemd als bezoekerscentrum voor het Meetjesland, het beheer berust bij het Plattelandscentrum Meetjesland vzw. Het huis zelf is ingericht als kijkwoning en doet de bezoekers op interactieve manier kennismaken met het Meetjesland in al zijn facetten. De gratis toegankelijke hoeve, met haar cafetaria, dient dan vooral als uitvalsbasis of als halte bij wandelaar en fietsers. Eén van de lussen van het fietsnetwerk Meetjesland passeert aan De Huysmanhoeve.